# استان داک نونگ
استان داک نونگ (به لاتین: Đắk Nông Province) یک استان در ویتنام است که در منطقه سنترال هایلندز ویتنام واقع شده‌است.

## خصوصیات
استان داک نونگ ۶٬۵۱۴٫۵ کیلومترمربع مساحت و ۴۲۱٬۶۰۰ نفر جمعیت دارد.